# Науру на Светском првенству у атлетици на отвореном 2017.
Науру је учествовао на Светском првенству у атлетици на отвореном 2013. одржаном у Лондону од 4. до 13. августа, шеснаести пут, односно учествовао је на свим првенствима до данас. Репрезентацију Науруа представљао је један атлетичар који се такмичио у трци на 100 метара.
На овом првенству Науру није освојило ниједну медаљу, а оборен је један лични рекорд.

## Учесници
Мушкарци:
- Dysard Dageago — 100 м

## Резултати

### Мушкарци
| Атлетичар      | Дисциплина | Лични рекорд | Предтакмичење | Предтакмичење | Квалификације        | Квалификације        | Полуфинале           | Полуфинале           | Финале               | Финале       | Детаљи |
| Атлетичар      | Дисциплина | Лични рекорд | Резултат      | Место         | Резултат             | Место                | Резултат             | Место                | Резултат             | Место        | Детаљи |
| -------------- | ---------- | ------------ | ------------- | ------------- | -------------------- | -------------------- | -------------------- | -------------------- | -------------------- | ------------ | ------ |
| Dysard Dageago | 100 м      | 11,24        | 11,60         | 7. у гр. 1    | Није се квалификовао | Није се квалификовао | Није се квалификовао | Није се квалификовао | Није се квалификовао | 55 / 58 (62) |        |